# Роб Боттін
Роб Боттін (англ. Rob Bottin; 1 квітня 1959) — американський майстер зі створення спеціального гриму і постановник спеціальних і візуальних ефектів.

## Біографія
Роб Боттін народився 1 квітня 1959 року в місті Ель Монте, штат Каліфорнія. У віці 14 років, він представив свої ілюстрації фахівцеві по гриму Ріку Бейкеру, який тут же прийняв його на роботу своїм помічником і учнем. Він працював разом з Бейкером в різних фільмах, але його першою самостійною роботою стало створення процесу перевтілення з людини на перевертня у фільмі «Виття» (1981).
Під час роботи над картиною «Щось» (1982) Роб жив прямо на знімальному майданчику, працюючи 7 днів на тиждень більше року. Він спав у декораціях і лабораторіях. Коли картина була знята, Джон Карпентер відправив Роба до лікарні, де у нього виявили крайнє виснаження організму. Роб поклявся ніколи так багато не працювати надалі. Для фільму «Робот-поліцейський» (1987) працював над створенням костюма Робокопа. Боттін був одним з численних сценаристів картини «Фредді проти Джейсона» (2003). Він повинен був сісти в режисерське крісло цієї картини в 1998 році, але проект був покладений на полицю на кілька років, а пізніше режисером став Ронні Ю.
Здобув премію «Оскар» за візуальні ефекти до картини «Пригадати все» (1990), а також номінувався за картину «Легенда» (1985). Здобув дві премії «Сатурн», за картину «Робот-поліцейський» (1987), у двох номінаціях: за грим і спецефекти, та за фільм «Сім» (1995) за найкращій грим. Також номінувався за картини «Виття» (1981), «Щось» (1982), «Дослідники» (1985), «Легенда» (1985), «Пригадати все» (1990) і «Робот-поліцейський 2» (1990).

## Фільмографія
- 1976 — Кінг-Конг / King Kong
- 1977 — Зоряні війни. Епізод IV. Нова надія / Star Wars
- 1978 — Лють / The Fury
- 1978 — Піранья / Piranha
- 1978 — Людозвір! Міф чи монстр? / Manbeast! Myth or Monster?
- 1979 — Школа рок-н-ролу / Rock 'n' Roll High School
- 1979 — Господиня мавп / Mistress of the Apes
- 1980 — Тварюки з безодні / Humanoids from the Deep
- 1980 — Туман / The Fog
- 1980 — Маніяк / Maniac
- 1980 — Аероплан! / Airplane!
- 1980 — Острів Тані / Tanya's Island
- 1981 — Виття / The Howling
- 1982 — Щось / The Thing
- 1983 — Сутінкова зона / Twilight Zone: The Movie
- 1985 — Дослідники / Explorers
- 1985 — Легенда / Legend
- 1985 — Срібна куля / Silver Bullet
- 1986 — Дивовижні історії / Amazing Stories («The Greibble»)
- 1987 — Іствікські відьми / The Witches of Eastwick
- 1987 — Внутрішній космос / Innerspace
- 1987 — Робот-поліцейський / RoboCop
- 1988 — Велика вилазка на природу / The Great Outdoors
- 1990 — Робот-поліцейський 2 / RoboCop 2
- 1990 — Пригадати все / Total Recall
- 1991 — Багсі / Bugsy
- 1992 — Іграшки / Toys
- 1992 — Основний інстинкт / Basic Instinct
- 1993 — Робот-поліцейський 3 / RoboCop 3
- 1995 — Сім / Se7en
- 1996 — Місія нездійсненна / Mission: Impossible
- 1997 — Адвокат Диявола / Devil's Advocate
- 1997 — Мутанти / Mimic
- 1998 — Підйом з глибини / Deep Rising
- 1998 — Страх і огида в Лас-Вегасі / Fear and Loathing in Las Vegas
- 1999 — Бійцівський клуб / Fight Club
- 2000 — Ангели Чарлі / Charlie's Angels
- 2002 — Шахраї / Serving Sara
- 2002 — Мільйонер мимоволі / Mr. Deeds
- 2014 — Гра престолів / Game of Thrones («The Lion and the Rose»)
- 2014 — Новий хлопець Сінді / Cindy's New Boyfriend